# Suwa Morishige
Suwa Morishige, descendente de nona geração de Minamoto no Mitsumasa , foi o primeiro a usar o nome de Suwa o distrito da Província de Shinano onde se estabeleceu, e onde sua família permaneceu por vários séculos .